# Col de Léchaud
Le col de Léchaud est un col de montagne situé en Isère dans le massif de la Chartreuse à 1 704 m d'altitude. Il se trouve sur la commune de Saint-Christophe-sur-Guiers.